# 花簇村
花簇村（はなむれむら）は、熊本県の北部、玉名郡にかつてあった村。

## 歴史
- 1889年4月1日 - 玉名郡日平村、蜻浦村、萩原村、用木村が合併し成立。
- 1954年4月1日 - 玉名郡江田町、川沿村、東郷村と合併し、菊水町となる。